# 潘菲洛夫区 (吉尔吉斯斯坦)
潘菲洛夫区是吉尔吉斯斯坦北部州份楚河州的一个区。该区面积为2,606平方（1,006平方英里），2009年常住人口为41,754人。